# Torre Sjujumbike
La Torre Sjujumbike, o Torre Söyembikä (in tataro Сөембикә манарасы, Söyembikä manarası; in russo Башня Сююмбике?, Bašnja Sjujumbike), è una torre di guardia sita a Kazan', in Russia. Rappresenta uno dei più importanti simboli della capitale del Tatarstan, nonché uno degli edifici più alti del Cremlino di Kazan'. Deve il nome a Söyembikä, eroina del popolo tataro e reggente del Khanato di Kazan' dal 1549 al 1551, la quale preferì secondo la leggenda suicidarsi piuttosto che sposare Ivan IV. È inoltre una delle torri pendenti più famose della Russia.

## Storia e descrizione
La data di costruzione della torre è avvolta nel mistero. Diversi studiosi la fanno risalire al periodo tra la fine del XVII secolo e l'inizio del XVIII secolo, epoca in cui l'edificazione di questo tipo di torri era molto comune in Russia. Tuttavia, secondo altri esperti, la data di costruzione va spostata indietro di circa un secolo, probabilmente al periodo precedente il 1552. I dubbi restano particolarmente ampi a causa della scarsità delle prove a disposizione. I documenti del Khanato di Kazan' sono andati perduti, mentre quelli relativi al XVI secolo sono stati distrutti in un incendio nel 1701. In passato, l'ipotesi che la struttura risalisse al periodo dei khan è stata sostenuta dal noto storico locale e professore dell'Università imperiale di Kazan' Nikolaj Zagoskin.
Alcuni studiosi hanno affermato che la similitudine della torre a vari edifici dell'Asia centrale è una prova del fatto che l'edificio risalirebbe al periodo del Khanato. Questa teoria, benché verosimile, sembra smentita dalla circostanza che l'orientalista tedesco Adam Olearius, che aveva visitato la città nel 1638, non abbia fatto cenno alla costruzione.
Il mistero è amplificato dall'esistenza di alcune leggende popolari, però prive di basi scientifiche. Una di queste leggende afferma che la torre sarebbe stata costruita per ordine di Söyembikä, in memoria del marito Safa Giray morto nel 1549. La più celebre leggenda popolare è invece legata ad Ivan il Terribile. Lo zar avrebbe fatto costruire la torre in soli 7 giorni, a seguito dell'assedio di Kazan' del 1552. In base a questa storia, Söyembikä sarebbe stata imprigionata nella torre, prima di gettarsi dalla stessa e morire. Da ciò deriverebbe il nome con cui divenne noto l'edificio. Tuttavia, si tratta di un'ipotesi priva di fondamento poiché la donna fu detenuta a Mosca e poi a Kasimov, città in cui morì.
Nel 1730, in cima alla torre fu installata un'aquila bicipite, simbolo dell'Impero russo, sostituita da una stella rossa nel periodo sovietico, a sua volta rimpiazzata dall'attuale mezzaluna islamica. Dalla sommità dell'edificio è possibile ammirare un ampio panorama dei fiumi Kazanka e Volga. La torre è costruita in sette livelli, per un'altezza totale di 58 metri. L'attuale inclinazione dell'edificio è di 1,98°. Diversi metodi di consolidamento sono stati sperimentati negli anni trenta e novanta. All'inizio del novecento, l'architetto Aleksej Ščusev si ispirò alla struttura esterna della torre per la costruzione della stazione Kazanskij di Mosca.

## Galleria d'immagini

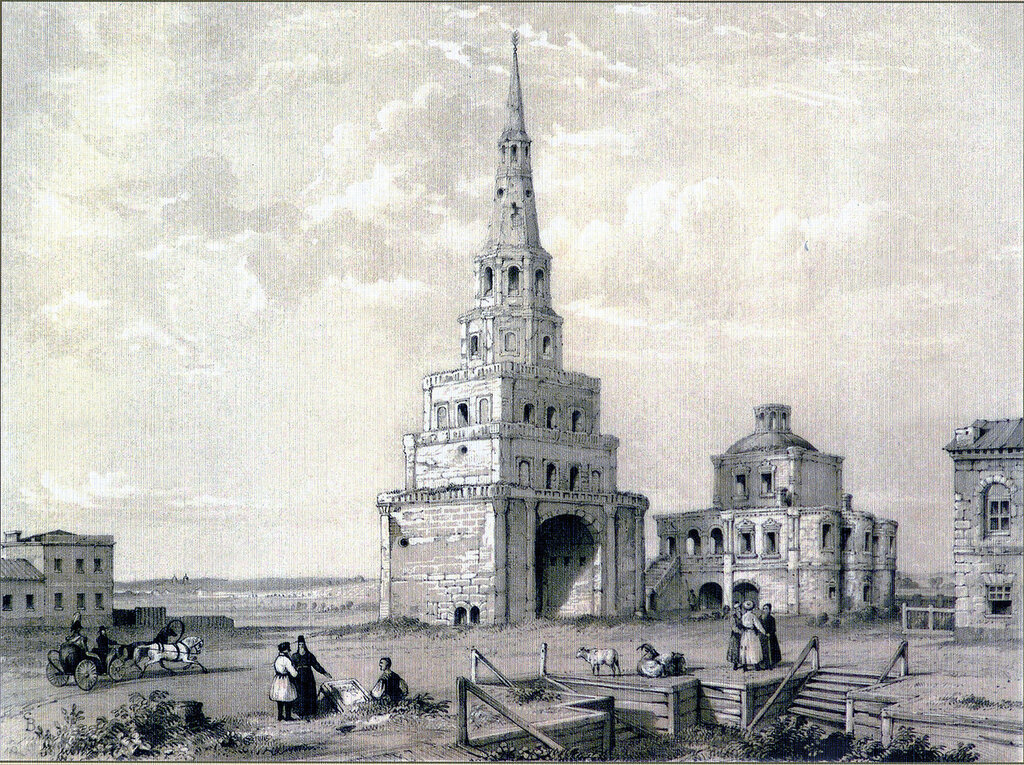
Torre Sjujumbike in un'incisione del XIX secolo.

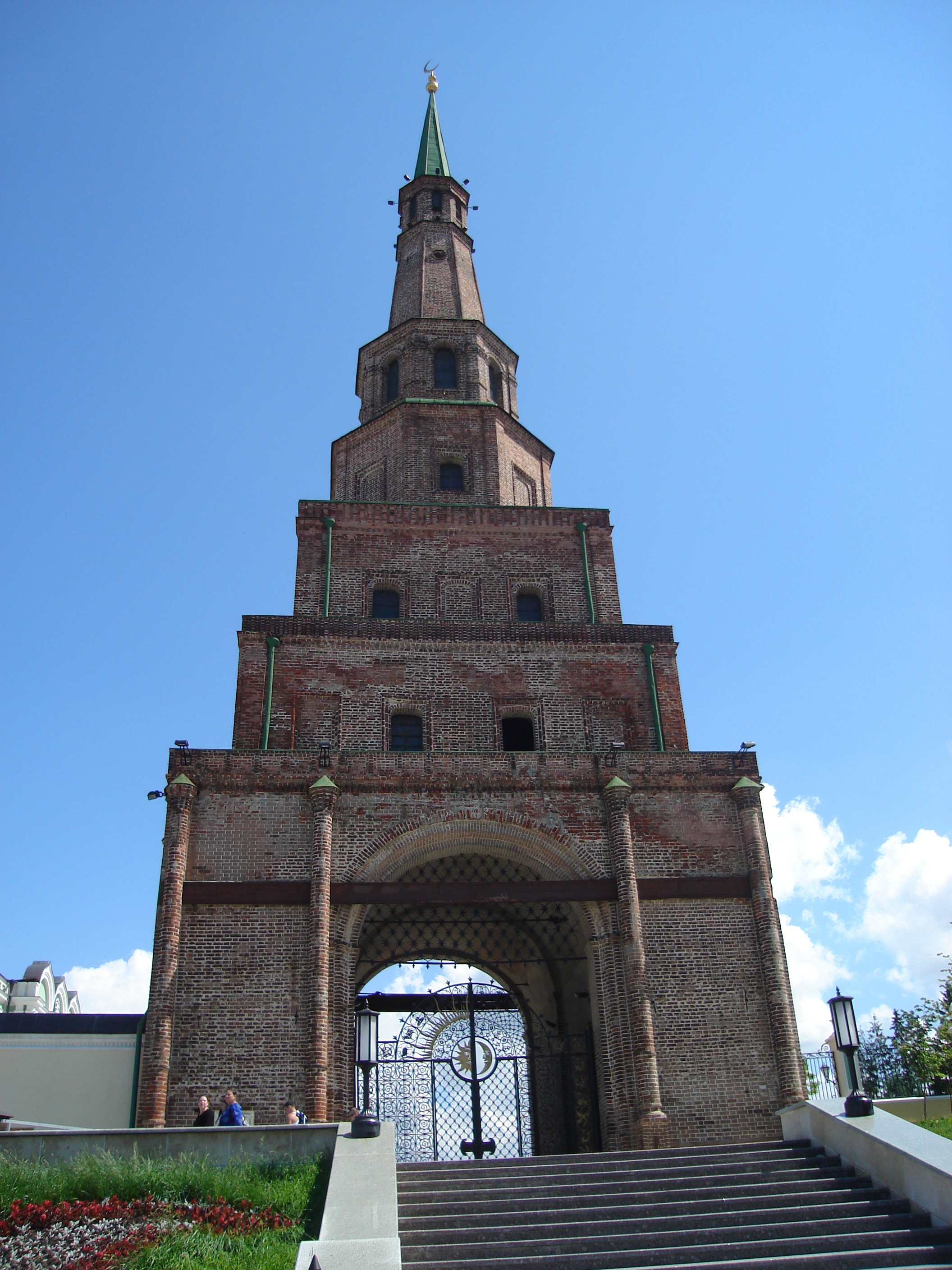
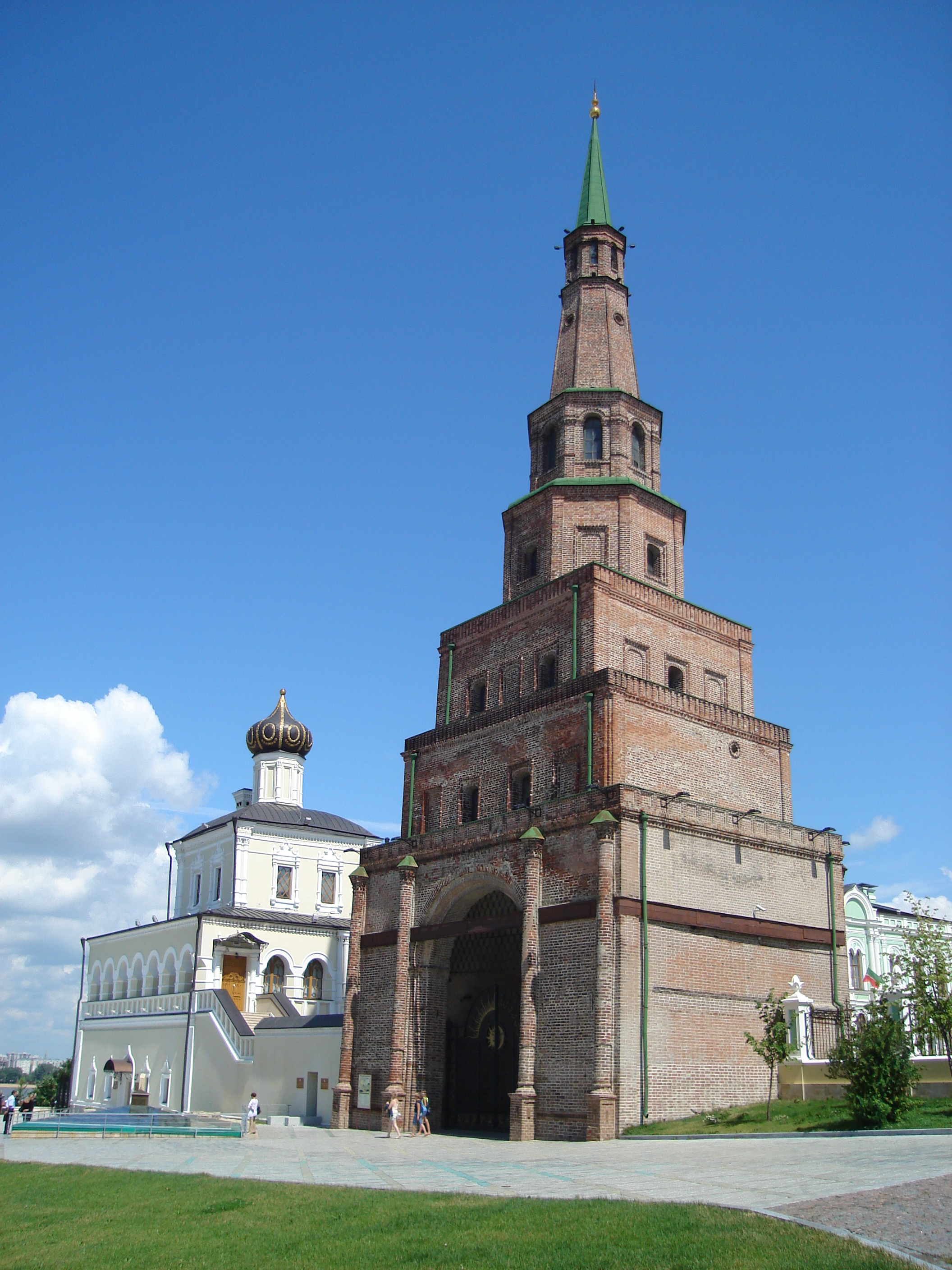
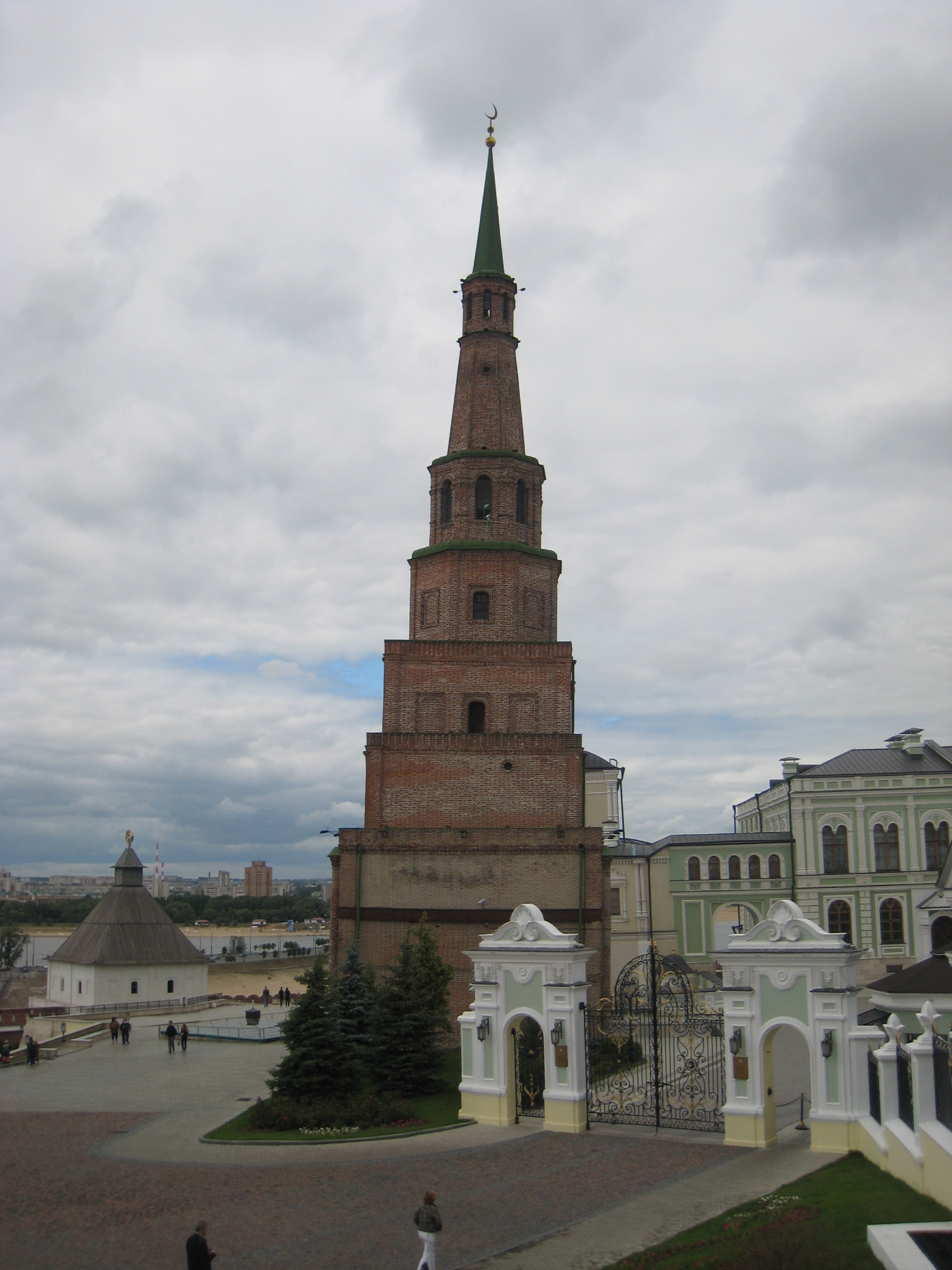